# قهرمان صحرا
قهرمان صحرا (انگلیسی: A Desert Hero) فیلمی کوتاه به کارگردانی راسکو آرباکل محصول سال ۱۹۱۹ کشور ایالات متحده آمریکا است. در حال حاضر هیچ نسخه‌ای از این فیلم موجود نیست.

## بازیگران

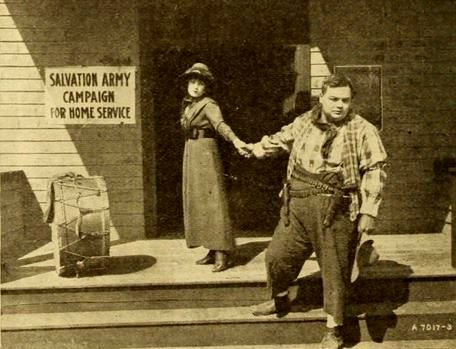
مالی مالون و راسکو آرباکل

- راسکو آرباکل
- ال سنت جان
- مالی مالون
- مانتی کالینز
- جان هنری کوگان جونیور
- آلیس لیک